# Цькування щурів
Цькування щурів (англ. Rat-baiting) — кривавий вид спорту, який передбачає випуск спійманих щурів у закритий простір із глядачами, які роблять ставку на те, скільки часу потрібно собаці, зазвичай тер'єру, який іноді називають щуроловом, щоб убити щурів. Часто змагалися дві собаки, переможець отримував грошовий приз. Зараз це незаконно в більшості країн.

## Історія
У 1835 році парламент Сполученого Королівства прийняв закон під назвою Закон про жорстоке поводження з тваринами 1835 року, який забороняв цькування деяких тварин, таких як бик, ведмідь та інших великих ссавців. Проте цькування щурів закон не забороняв, і такі змагання вийшли на перший план як азартний вид спорту. Цькування щурів були дуже популярними в Ірландії ще до 1835 року через обмеженість простору у великих містах, особливо в Дубліні та Белфасті. Деякі сім'ї прагнули отримати прибуток від великої кількості шкідників, що вражають міста та села. Багато країн прийняли цей вид спорту після 1835 року, причому Англія має один із найбільших показників участі. Колись у Лондоні навіть було щонайменше 70 щурячих ям.

## Атмосфера

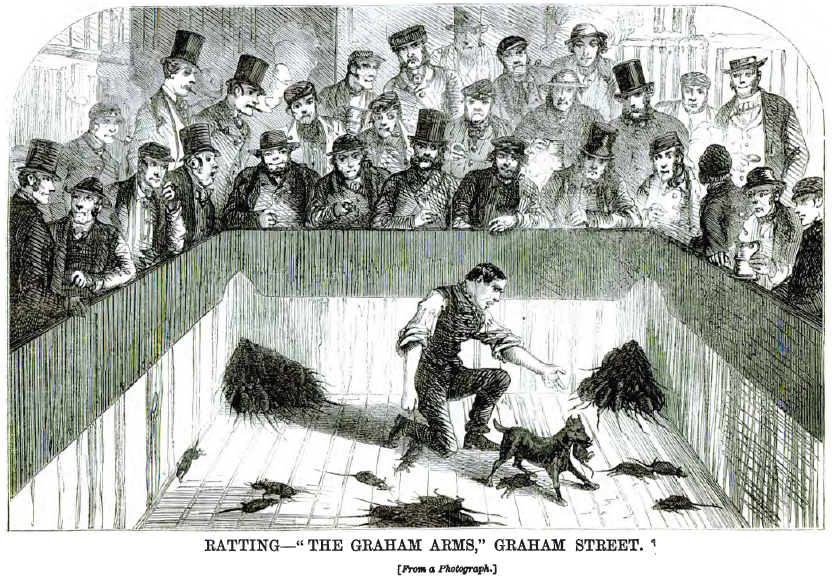

Джеймс Вентворт Дей, прихильник цькування щурів, описав свій досвід і атмосферу в одній з останніх старих щурячих ям у Лондоні тих часів.

Це було досить брудне, маленьке місце посеред Кембриджського цирку в Лондоні. Ви спустилися гнилими дерев'яними сходами і увійшли до великого підземного підвалу, який був створений шляхом об'єднання підвалів двох будинків. Підвал був наповнений димом, смородом щурів, собак і брудних людей. Затхлий запах розливного пива був майже нестерпним. Газові ліхтарі освітлювали центр підвалу - кільце, огороджене дерев'яними бар'єрами, схоже на невелику римську циркову арену, а дерев'яні трибуни, розташовані одна над одною, сходинками здіймалися над ним майже до самої стелі. Це була яма для собачих боїв, півнячих боїв та вбивства щурів. Туди поміщали сотню щурів, і на те, чий собака вб'є найбільше щурів за хвилину, робилися великі ставки. Собаки працювали зразково: хватка, кидок - і для щура все скінчено. У особливо вправних собак дві мертві щури пролітали в повітрі одночасно ...

## Правила
Серед офіційних осіб були рефері та хронометрист. Зверху ями іноді накривали дротяною сіткою або на стінах встановлювали додаткові пристрої безпеки, щоб щури не могли втекти. Правила змінювалися від матчу до матчу.
В одному варіанті для кожної собаки було встановлено обмеження ваги. Собака-конкурент мала вбити стільки щурів, скільки фунтів важила собака, протягом певного, попередньо встановленого часу. Випустили визначену кількість щурів і посадили собаку на ринг. Годинник починав відлік з моменту, коли собака торкався землі. Коли собака схопив останнього щура, його господар хапав його, і годинник зупинився.

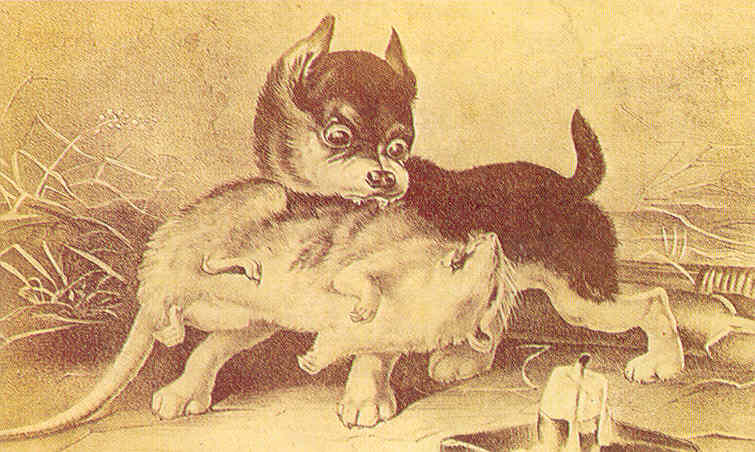
Собаки, яких використовували для цькування щурів, були різного розміру.

Щурів, яких вважали ще живими, розкладали на столі по колу перед рефері. Тоді рефері тричі вдарив тварину палицею по хвості. Якщо пацюку вдавалося виповзти з кола, його вважали живим. Залежно від конкретних правил цього матчу, собака може бути дискваліфікована або їй доведеться повернутися в ринг з цими щурами та вбити їх. Новий час додано до початкового.
Перемогу вирішила комбінація найшвидшого часу, кількості щурів і ваги собаки. Швидкість п'ять секунд на вбитого щура вважалася цілком задовільною; 15 щурів за хвилину — відмінний результат.
Загнані в кут щури нападають і можуть завдати дуже болючого укусу. Нерідкі випадки, коли у раттера (собаки-щуролова) на пенсії залишалося лише одне око.

## Щуролов
Перед початком змагання потрібно було виловити потенційно тисячі щурів. Для виконання цієї вимоги буде покликаний щуролов. Джек Блек, щуролов із Вікторіанської Англії постачав живих щурів для цькування.

## Техніка
Перевагу надавали швидшим собакам. Вони кусали один раз. Процес описували як «схожий на те, як вівчарка тримає отару в купі, щоб вивести її поодинці для купання», де собака збирав щурів разом і вбивав щурів, які залишали зграю, швидким укусом.

## Породи

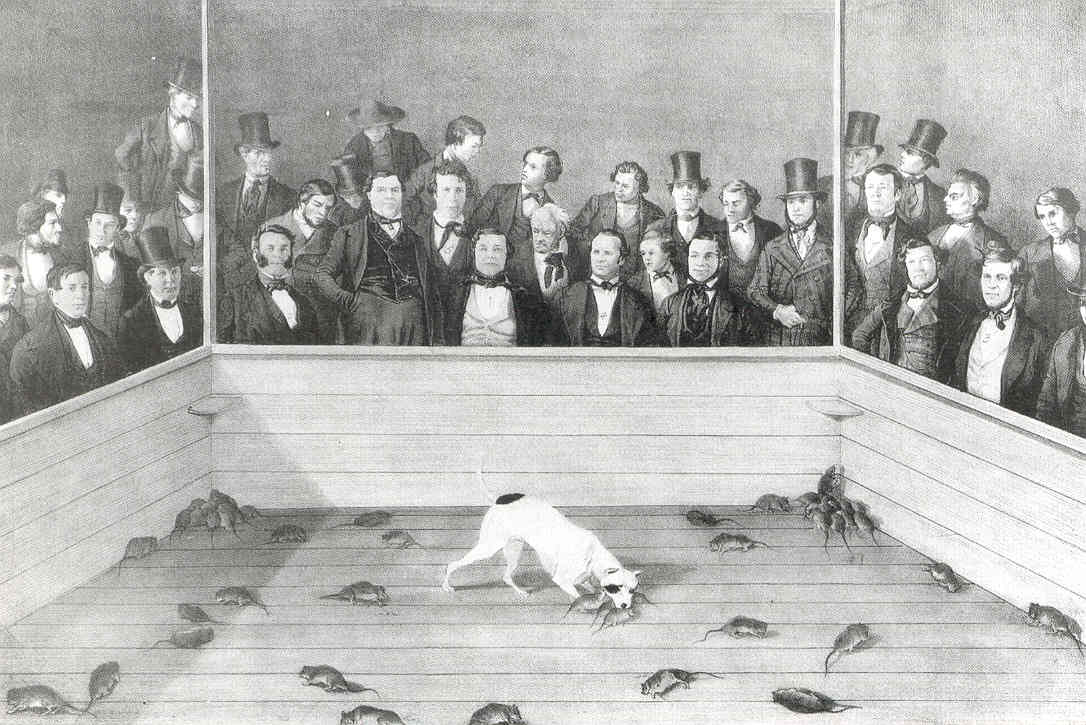
Тер'єр «Майор»

Собаки-щури зазвичай належали до робочих тер'єрів, до яких входили буль-енд-тер'єр, бультер'єр, бедлінгтон-тер'єр, фокстер'єр, джек-рассел-тер'єр, щурячий тер'єр, чорно-підпалий тер'єр, манчестер-тер'єр, йоркшир-тер'єр та стаффордширський бультер'єр. Ступінь обережності, який використовується при розведенні цих щуроловів, чітко простежується в їхніх родоводах, а хороше розведення веде до збільшення можливостей для бізнесу. Успішні заводчики в ті часи високо цінувалися. У наш час найкращою породою для лову щурів вважається пламмер-тер'єр.

### Біллі
Відомий бультер'єр на ім'я «Біллі» вагою близько 12 кг, мав горду бойову історію, і його родовід відображає накопичення протягом багатьох років. Собака належала Чарльзу Дью і була виведена заводчиком Джеймсом Ярдінгтоном. По батьківській лінії — «Старий Біллі» з розплідника Джона Таттерсала з Воттон-андер-Едж, Глостершир, і походить від найкращої лінії всіх староанглійських бульдогів. По материнській лінії — «Сал Ярдінгтона», що походить від лінії Керлі. Родовід усіх цих собак можна простежити понад 40 років назад, і існує багато старих записів про них.
У жовтневому випуску The Sporting Magazine 1822 року були описані два матчі з Біллі:
У четвер ввечері, 24 жовтня, за чверть до восьмої вечора, любителі вбивства щурів насолоджувалися бенкетом захоплення на грандіозному щуропаді в Кокпіті, Вестмінстер. Місце було переповнене. Знаменитий собака Біллі, відомий своїми щуроловними здібностями, вагою 26 фунтів, за 20 суверенів повинен був вбити 100 щурів за 12 хвилин. Щурів випустили на 12-футову площу, а підлогу побілили, щоб всім було видно щурів. Почався запуск, і Біллі виклався на повну. О четвертій хвилині і трьох чвертях, коли голова героя була вкрита кров'ю, його витягли з ями, вимили і дали йому випити води, щоб охолодити горло. Він знову вийшов на арену, і даремно нещасні жертви намагалися убезпечити себе, притискаючись до стінок ями або присідаючи під героєм. Їх ловили по двоє і по троє, і незабаром їхні понівечені трупи доводили доблесть переможця. Дехто з літаючих ворогів, відважніший за інших, намагався, схопивши за вуха цю зграю героїчних псів Quinhus Flestrum, отримати перепочинок або продати своє життя якомога дорожче; але його велика лапа незабаром змела їх, і вони були віддані на поталу своїй долі. О сьомій хвилині з чвертю, чи за іншим годинником, бо суддів було двоє, а годинників - двоє, о сьомій хвилині сімнадцять секунд, переможець припинив славну гонитву, бо всі його вороги лежали вбиті на знекровленій рівнині. Біллі потім багато хто пестив і пестив; собака оцінюється любителями як найспритніша тварина; на жаль, він є тим, кого французькі пани називають borg-ne, тобто сліпим на одне око; цей дорогоцінний орган він втратив через деякий час через безстрашність ворожого щура, який, не встигнувши схопити його в належному місці, обернувся на свого вбивцю і одним укусом позбавив його привілею бачити двома очима в майбутньому. Пес Біллі, відомий щуролов, увечері 13-го числа знову продемонстрував свою дивовижну спритність; на нього було укладено парі, що він вб'є сто щурів за дванадцять хвилин; але минуло лише шість хвилин і 25 секунд, коли всі щури лежали розпростерті на кривавій рівнині, не подаючи жодних ознак життя». Біллі прикрасили срібним нашийником і кількома бантами на стрічках, і його вивели під оплески присутніх.

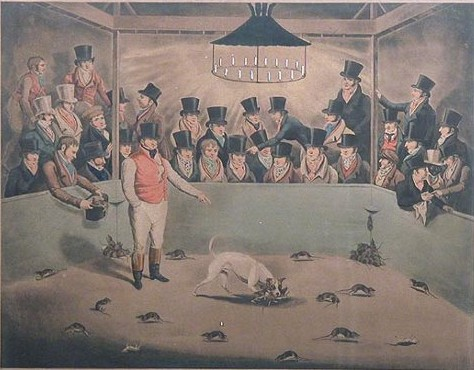
Біллі, відомий собака-вбивця щурів, Лондон, приблизно 1823 рік

Найкращі змагальні результати Біллі:
| Дата        | Щури вбиті | час                 | Час на щура |          |
| ----------- | ---------- | ------------------- | ----------- | -------- |
| 1820–?? -?? | 20         | 1 хвилина 11 секунд | 3,6 секунди |          |
| 1822-09-03  | 100        | 8 хвилин 45 секунд  | 5,2 секунди |          |
| 1822-10-24  | 100        | 7 хвилин, 17 секунд | 4,4 секунди |          |
| 1822-11-13  | 100        | 6 хвилин 25 секунд  | 3,8 секунди |          |
| 1823-04-22  | 100        | 5 хвилин 30 секунд  | 3,3 секунди | * Рекорд |
| 1823-08-05  | 120        | 8 хвилин 20 секунд  | 4,1 секунди |          |

Кар'єра Біллі увінчалася 22 квітня 1823 року, коли було встановлено світовий рекорд — 100 щурів було вбито за п'ять з половиною хвилин. Цей рекорд протримався до 1862 року, коли його побив інший щуролов на ім'я Джеко. Біллі продовжував сидіти в щурячій ямі до глибокої старості, як повідомляється, у нього залишилося лише одне око і два зуби.

### Джеко
За даними Sporting Chronicle Annual, світовий рекорд у вбивстві щурів належить чорно-підпалому бульму і тер'єру на прізвисько «Джако», вагою близько 5,9 кг і належить Джеммі Шову. Джеко мав такі результати конкурсу:
| Дата       | Щури вбиті | час                    | Час на щура |          |
| ---------- | ---------- | ---------------------- | ----------- | -------- |
| 1861-08-08 | 25         | 1 хвилина 28 секунд    | 3,5 секунди |          |
| 1862-07-29 | 60         | 2 хвилини 42 секунди   | 2,7 секунди | * Рекорд |
| 1862-05-01 | 100        | 5 хвилин 28 секунд     | 3,3 секунди | * Рекорд |
| 1862-06-10 | 200        | 14 хвилин 37 секунд    | 4,4 секунди |          |
| 1862-05-01 | 1000       | менш ніж за 100 хвилин | 6,0 секунд  |          |

Джако встановив два світові рекорди: перший 29 липня 1862 року, час убивства щура становив 2,7 секунди, а другий 1 травня 1862 року, у боротьбі зі 100 щурами, де Джеко працював на дві секунди швидше, ніж попередній світовий рекордсмен Біллі. Вбивство 1000 щурів відбувалося протягом десяти тижнів, при цьому щотижня вбивали 100 щурів до 1 травня 1862 року.

### Тайни зе вондер

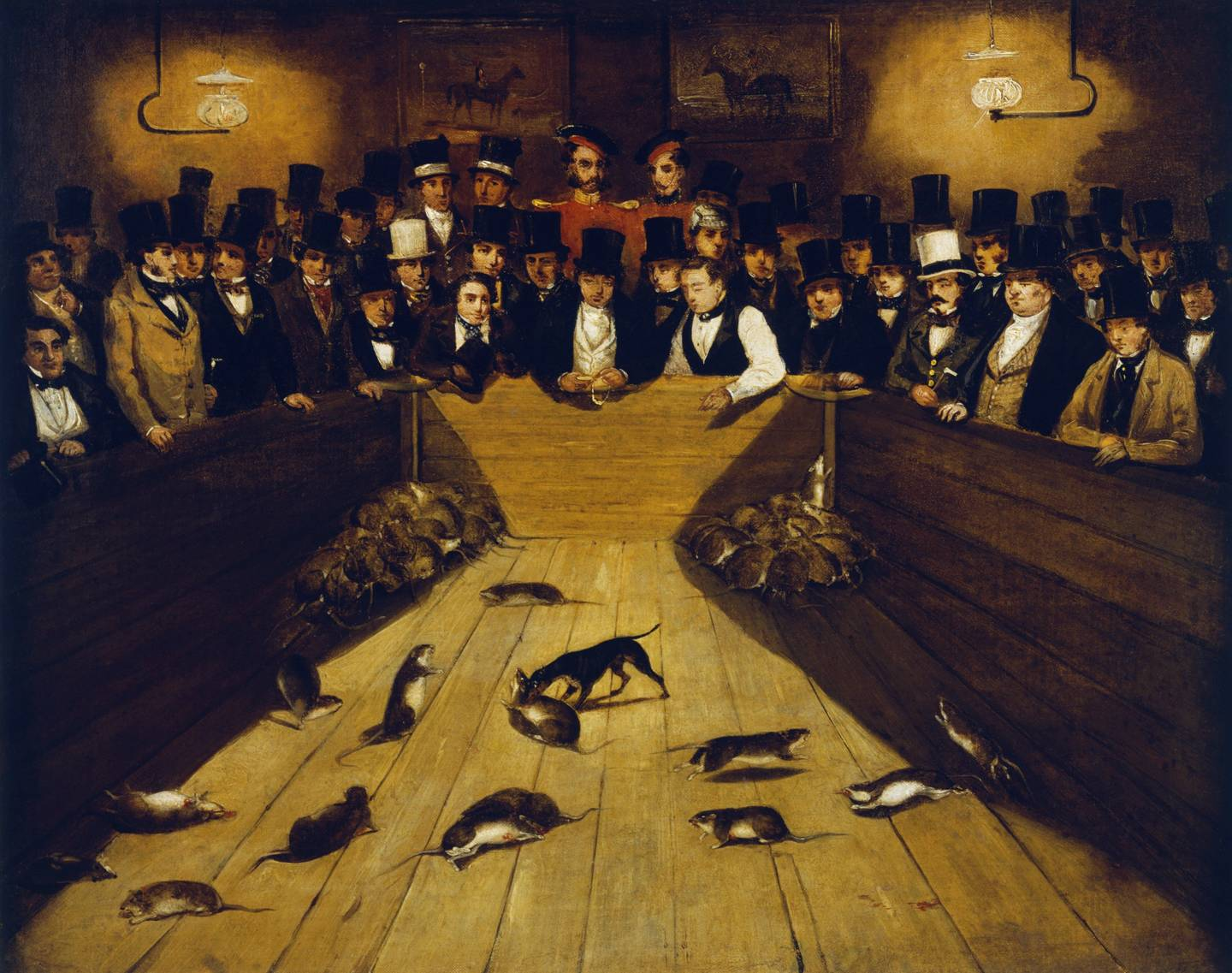
Тайни зе вондер, ловля щурів у таверні Blue Anchor, Лондон, приблизно 1850—1852 рр.

Тайни зе вондер був відомим англійським той-тер'єром середини ХІХ століття (чорно-підпалий), який міг вбити 200 щурів за годину, чого він досягнув двічі, 28 березня 1848 року та 27 березня 1849 року, ще й з запасом часу. Деякий час Тайни підтримував рекорд із вбивства 300 щурів менш ніж за 55 хвилин. Тайни важив лише п'ять з половиною фунтів із такою маленькою шиєю, що жіночий браслет можна було використовувати як нашийник для собаки. З 1848 по 1849 рік Тайни належав Джеммі Шову, власнику таверни Blue Anchor Tavern, лондонський район Іслінгтон; тепер паб називається Artillery Arms. Тайни був зірковим атракціоном у таверні Blue Anchor, де натовпи збиралися, щоб подивитися на дійство в щурячій ямі. Шов віддав перевагу придбанню щурів з Ессекса, а не каналізаційних, щоб зменшити потенційний ризик для здоров'я Крихітки. Шов у своєму закладіміг утримувати до 2000 щурів. Це коментар про Тайни з опублікованого плаката тих часів:
«5 1/2 фунтів чорно-коричневої люті! Цей надзвичайний чорно-підпалий виграв 50 цікавих змагань, включаючи наступні матчі: 2 матчі з 6 щурами, коли він важив 4 1/2 фунта, 20 матчів з 12 щурами при вазі 5 фунтів, 15 матчів з 20 щурами при вазі 5 фунтів, 1 матч з 50 щурами і 1 матч з 100 щурами за 34 хвилини 40 секунд у вівторок, 30 березня 1847 року. Крихітка побила суку „Крек“ з Саммертауна вагою 8 фунтів, по 12 щурів, 14 вересня. Побив собаку „Твіг“ на 6 1/2 фунтів 7 листопада. У вівторок, 28 березня 1848 року, він убив 300 щурів за 3 години. Він виконав безпрецедентне випробування за 54 хвилини 50 секунд, яке відбулося в присутності переповненої аудиторії в Blue Anchor, Bonhill Row, Сент-Люксі. 2 травня вбила 20 щурів за 8 хвилин; 23 травня виграла матч з 50 щурів у суки містера Бетті „Забава“, вагою 8 фунтів. 15 серпня виграв матч проти „Джима“, 50 щурів; 5 вересня виграв матч з 12 щурів за 2 хвилини 30 секунд. 4 листопада виграв матч зі 100 щурів за 30 хвилин 5 секунд; 31 січня 1849 року виграв матч зі 100 щурів за 20 хвилин 5 секунд; 27 березня вбив 200 щурів за 59 хвилин 58 секунд».

### Джек

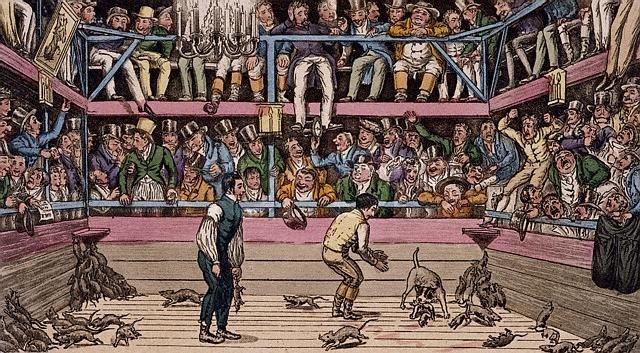
Амфітеатр Sportsmen's Hall для цькування щурів, приблизно середина 1800-х років

Джек був чорно-підпалим тер'єром, власником якого був Кіт Бернс у Нью-Йорку в середині-кінці ХІХ століття. Джек був цінним щуром, і Бернс стверджував, що Джек убив 100 щурів за 5 хвилин 40 секунд. Бернс зробив Джека таксідермією та посадив його разом з іншими цінними собаками на бар своєї таверни під назвою Sportsmen's Hall, розташованої на Вотер-стріт, 273. Амфітеатр Бернса на першому поверсі вміщував 100 глядачів, які платили за вхід від 1,50 до 5,00 доларів США залежно від якості собак, що було майже денною зарплатою кваліфікованого робітника. Ці шоу були досить дорогими, оскільки раніше 1.00 сьогодні дорівнював 100 доларам, причому ці люди були дуже заможними та багатими, оскільки могли купити квиток на ці шоу. Щуряча яма була близько 8 квадратний фут зі стінами заввишки 4 фути. На набережній Нью-Йорка цькування щурів було досить прибутковим, адже гаманець у 125 доларів не рідкість. Це створило високий попит на щурів: деякі щуроловці заробляли від 0,05 до 0,12 доларів США за щура.
Діяльність Кіта Бернса у щурячій ямі описана автором Джеймсом Дебні Маккейбом у його книзі «Таємниці великого міста», опублікованій у 1868 році, на сторінці 388 так:
«Щурів вздовж Іст-Рівер багато, і Бернсу не складає труднощів добути їх стільки, скільки він забажає. Вони та його собаки забезпечують йому розваги, від яких він отримує насолоду. Головна кімната будинку влаштована у вигляді амфітеатру. Сидіння — грубі дерев'яні лавки, а в центрі — кільце або яма, обнесена круглим дерев'яним парканом заввишки кілька футів. У цю яму кидають кілька щурів, а між ними — собаку найкращої породи тхорів. Тварина одразу ж береться до роботи, щоб вбити щурів, причому робляться ставки, що вона знищить стільки-то щурів за певний проміжок часу. Час, як правило, визначає маленьке звірятко, добре відоме і улюблене серед крикливих богохульних негідників, які вишикувалися на лавках. Виступ зустрічають вигуками, клятвами та іншими несамовитими демонстраціями захоплення. Дехто з чоловіків підхоплює собаку на руки і в нестямі радості притискає її до грудей або цілує так, ніби це людина, не звертаючи уваги на те, що тварина весь цей час вимазана кров'ю своїх жертв. Це огидне видовище, яке неможливо описати».
31 листопада 1870 року Генрі Берг, засновник Американського товариства із запобігання жорстокому поводженню з тваринами, здійснив рейд на Sportsman's Hall і заарештував Бернса відповідно до закону про жорстоке поводження з тваринами, ухваленого законодавчим органом штату Нью-Йорк чотири роки тому. Sportsman Hall після рейду залишився закритим назавжди.
Незважаючи на те, що від оригінальної споруди залишилося небагато, Sportsman's Hall займав землю, де зараз знаходиться будинок і магазин Джозефа Роуза, чотириквартирний розкішний житловий будинок, і є третім найстарішим будинком на Мангеттені після каплиці Святого Павла та особняка Морріса-Джумеля.

## Зникнення
До другої половини правління королеви Вікторії критика цієї практики зросла. Рух за захист тварин виступив проти цієї практики так само, як і проти інших форм цькування тварин. Виникли більш сприятливі уявлення про щурів як про живих тварин, а не про шкідників, а також новий інтерес до їх позитивної ролі в підтримці міської екосистеми (тільки після занепаду цькування щурів щурів почали асоціювати з поширенням хвороби). Крім того, коли щури перемістилися з сільської розваги на букмекерську арену в центрі Лондона, вони стали асоціюватися з низькими пороками громадяни нижчого класу. Популярність цькувальних видів спорту зменшилася, а виставкові вистави собак, які привозила шляхта, повільно замінили атракціон як більш освічену форму розваги для тварин.
Останній публічний конкурс у Великій Британії відбувся в Лестері в 1912 році. Власник був притягнутий до кримінальної відповідальності та оштрафований, а також повинен був дати обіцянку суду, що більше ніколи не рекламуватиме подібні розваги.

## Полювання на щурів у наш час

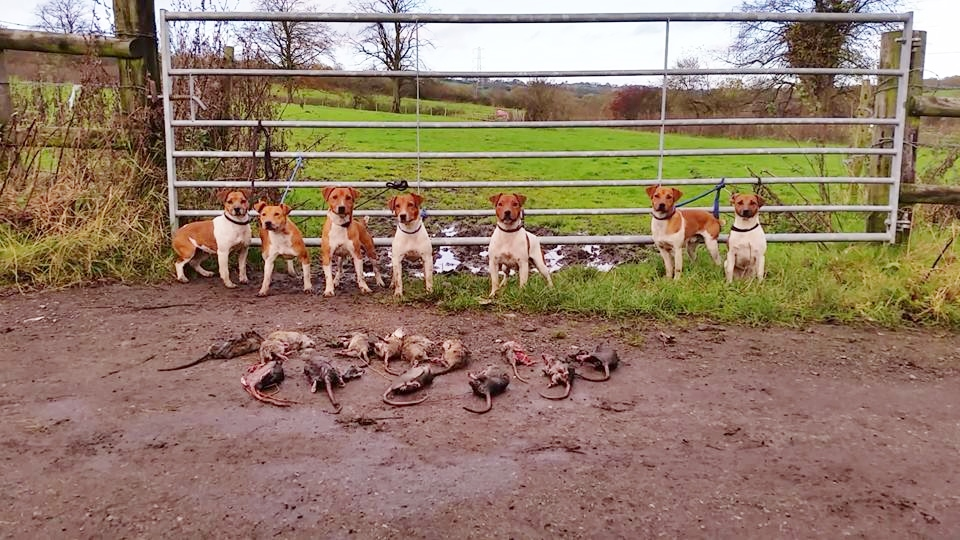
Ратчі собаки легально полюють на щурів

Полювання на щурів і цькування щурів — це не одне й те саме. Полювання на щурів — це законне використання собак, яких часто називають щуроловами, для боротьби зі шкідниками не спійманих щурів у вільному просторі, наприклад у сараї чи полі. У Сполученому Королівстві полювання на щурів із собаками є законним відповідно до Закону про полювання 2004 року. Через нашестя щурів зараз використовують тер'єрів для полювання та знищення щурів у великих містах світу, включаючи Велику Британію, Сполучені Штати та В'єтнам. Найбільш екологічно чистим, гуманним і ефективним способом знищення щурів вважається використання собак-щуроловів. Стаття «Щури в Нью-Йорку» містить деяку інформацію про проблему міських щурів у сучасну епоху.

## У масовій культурі
- Сцена цькування щурів включена у фільм 1979 року «Перше велике пограбування поїзда».
- У фільмі «Банди Нью-Йорка» (2002) є сцена з цькуванням щурів.[28]
- У книзі Морін Дженнінгс «Випустіть собак» (2003), а також у її телевізійній адаптації основна сюжетна лінія полягає в тому, що вбивство сталося після змагання з цькування щурів.
- У сезоні 1, епізод 4 The Knick (2014), є сцена, що зображує цькування щурів. У ямі зі щурами — не собака, а людина.[29][30]

## Галерея

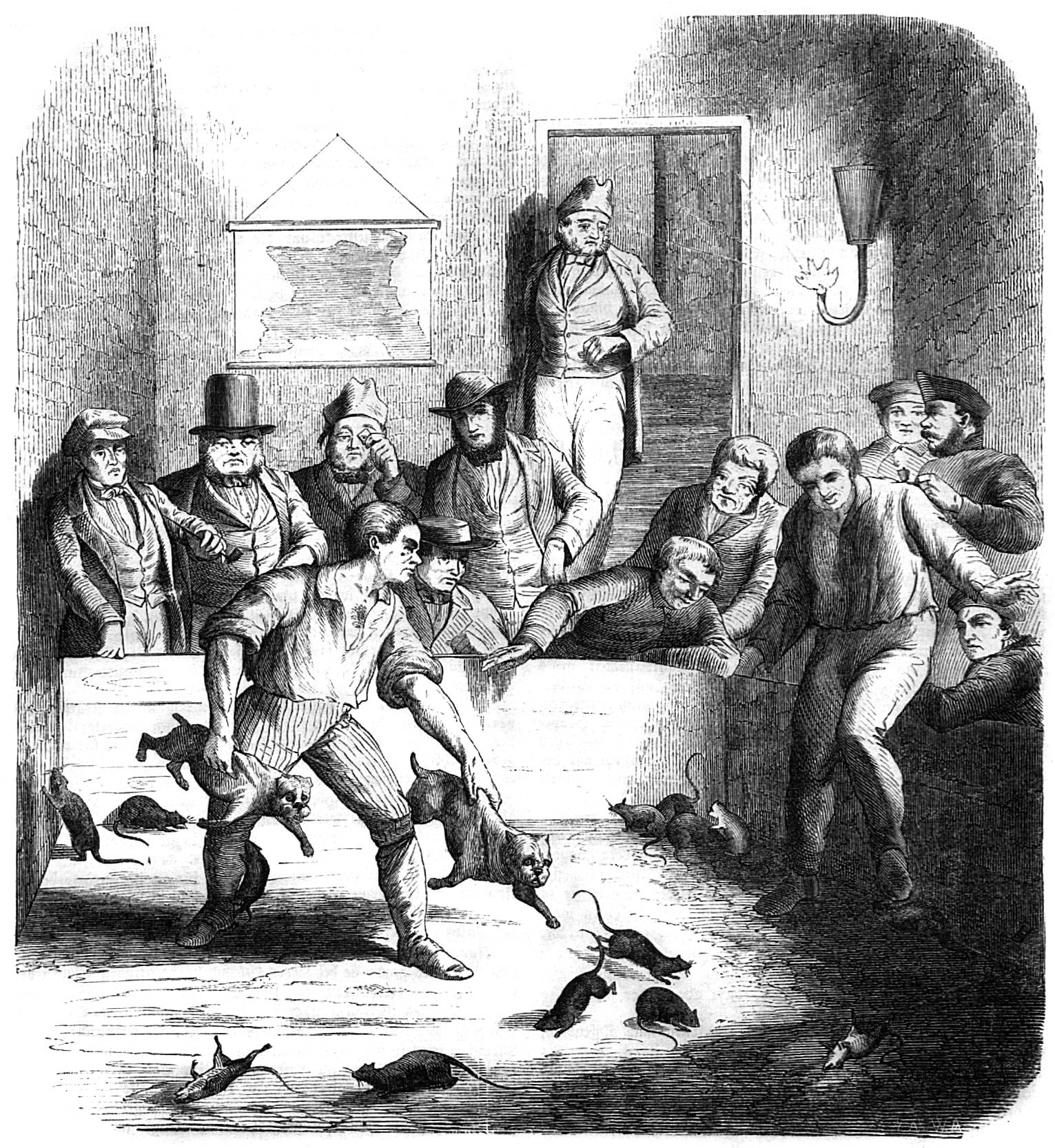
Садова альтанка, бл. 1858 р.
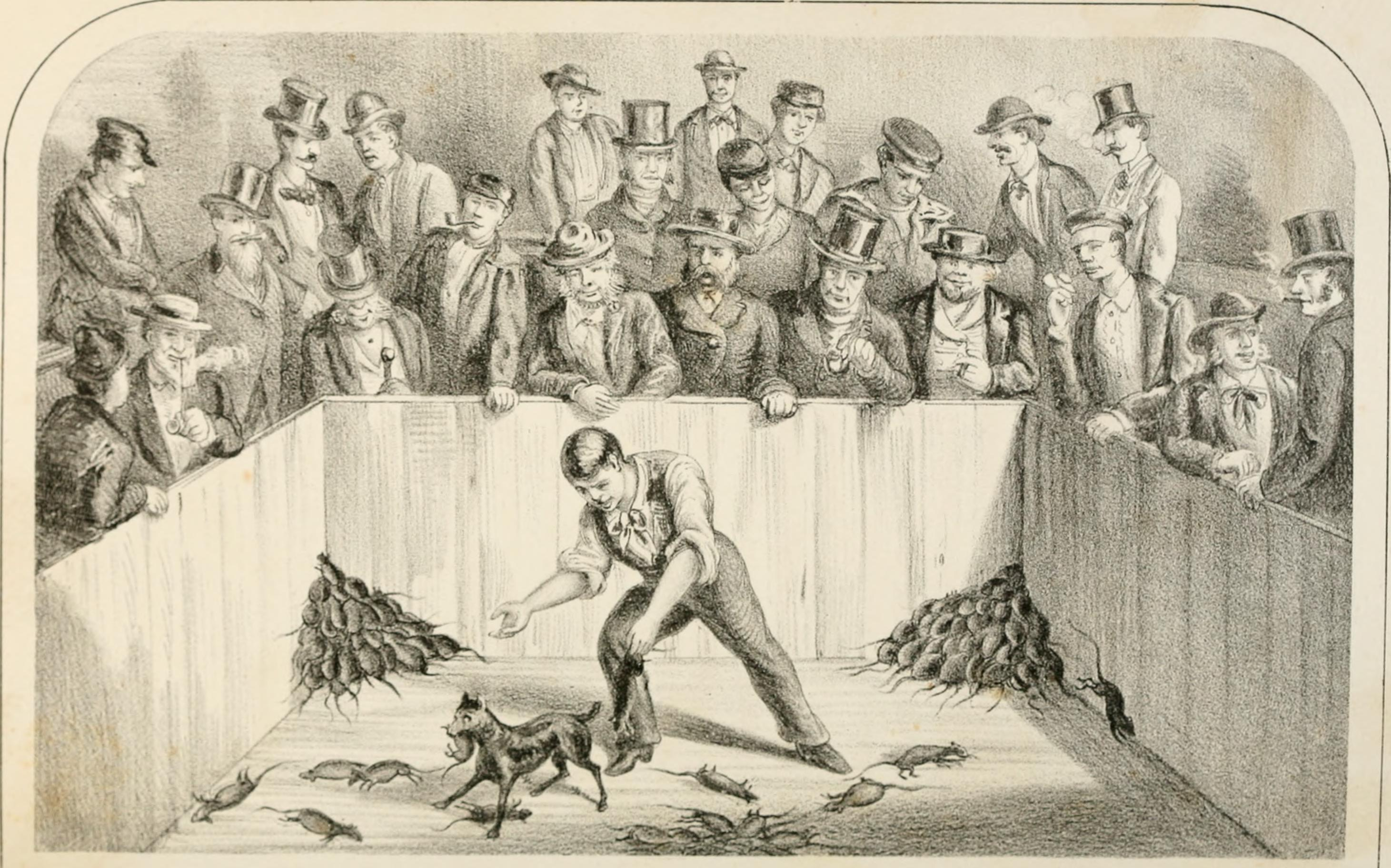
Приманка для щурів, 1873 р.
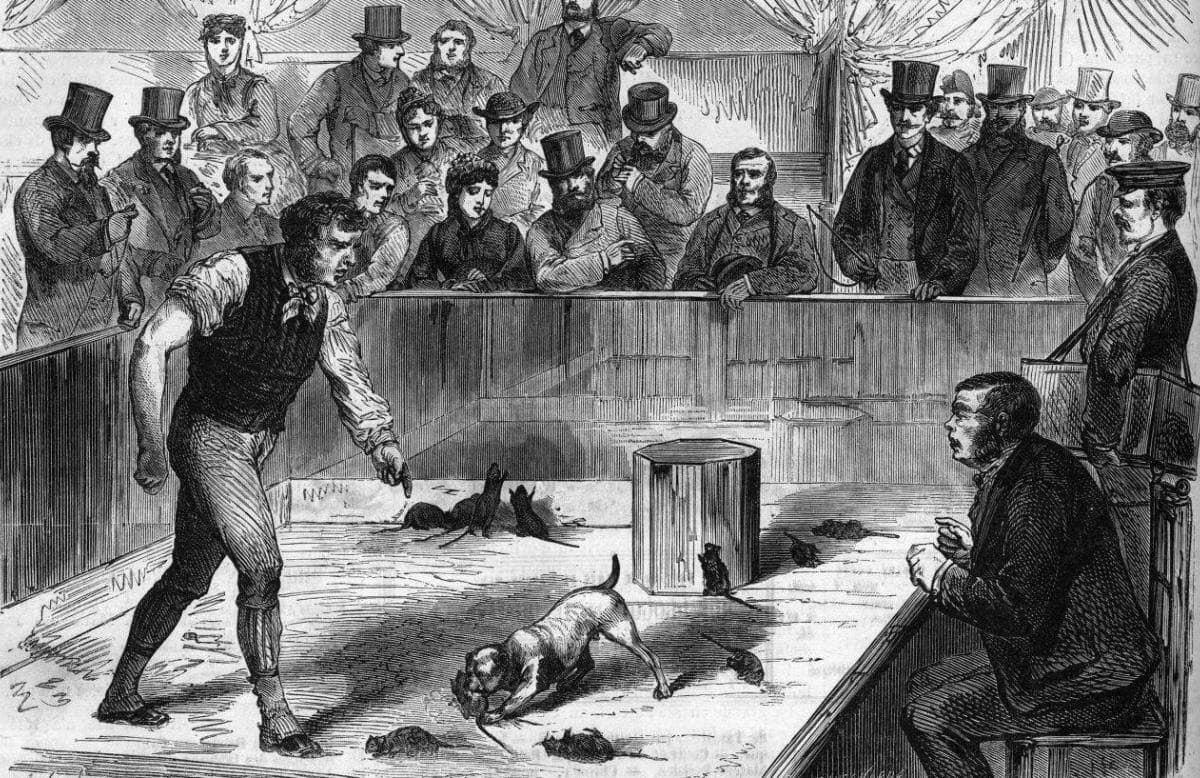
Бій щуролова і щура на виставці собак. --- Єлисейські поля, 1865 рік
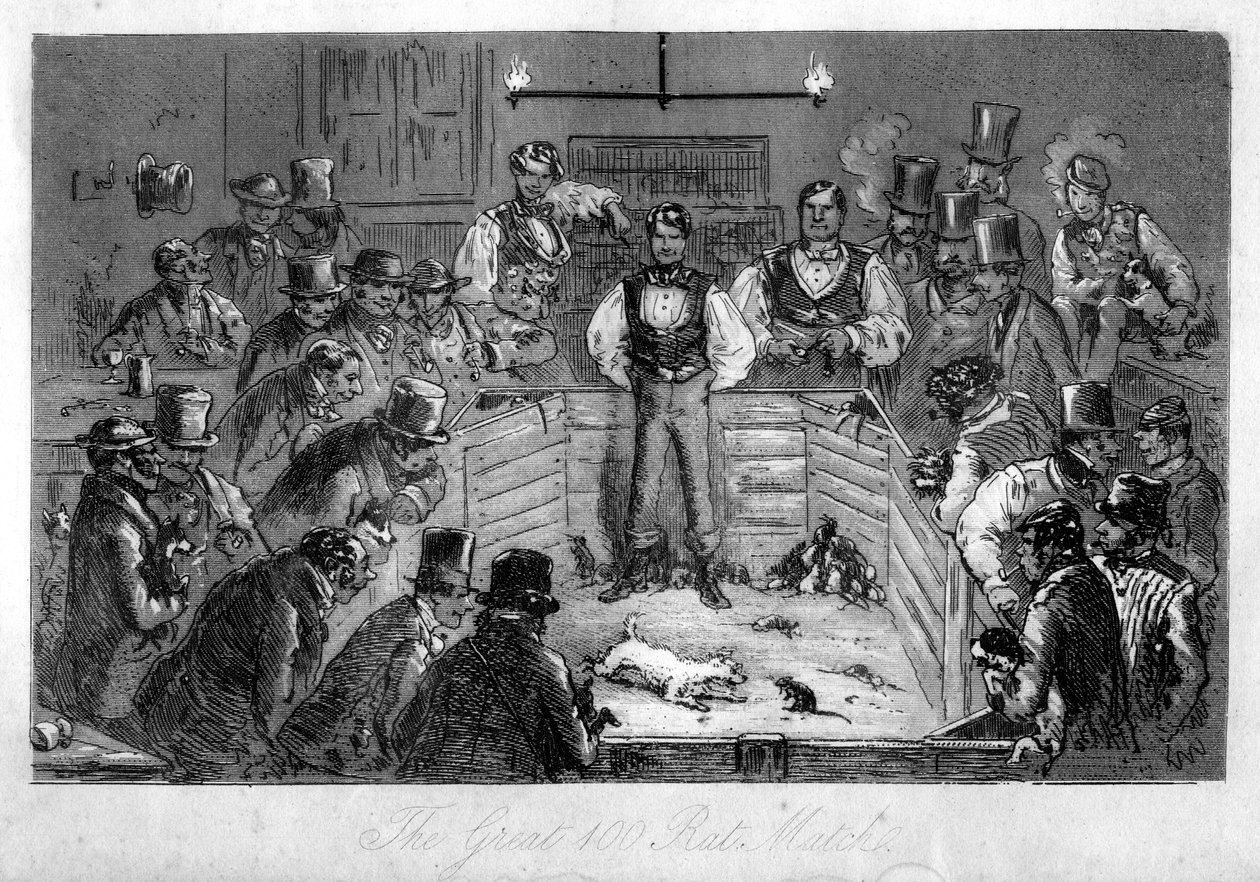
Великий матч 100 щурів, бл. 1858 р.
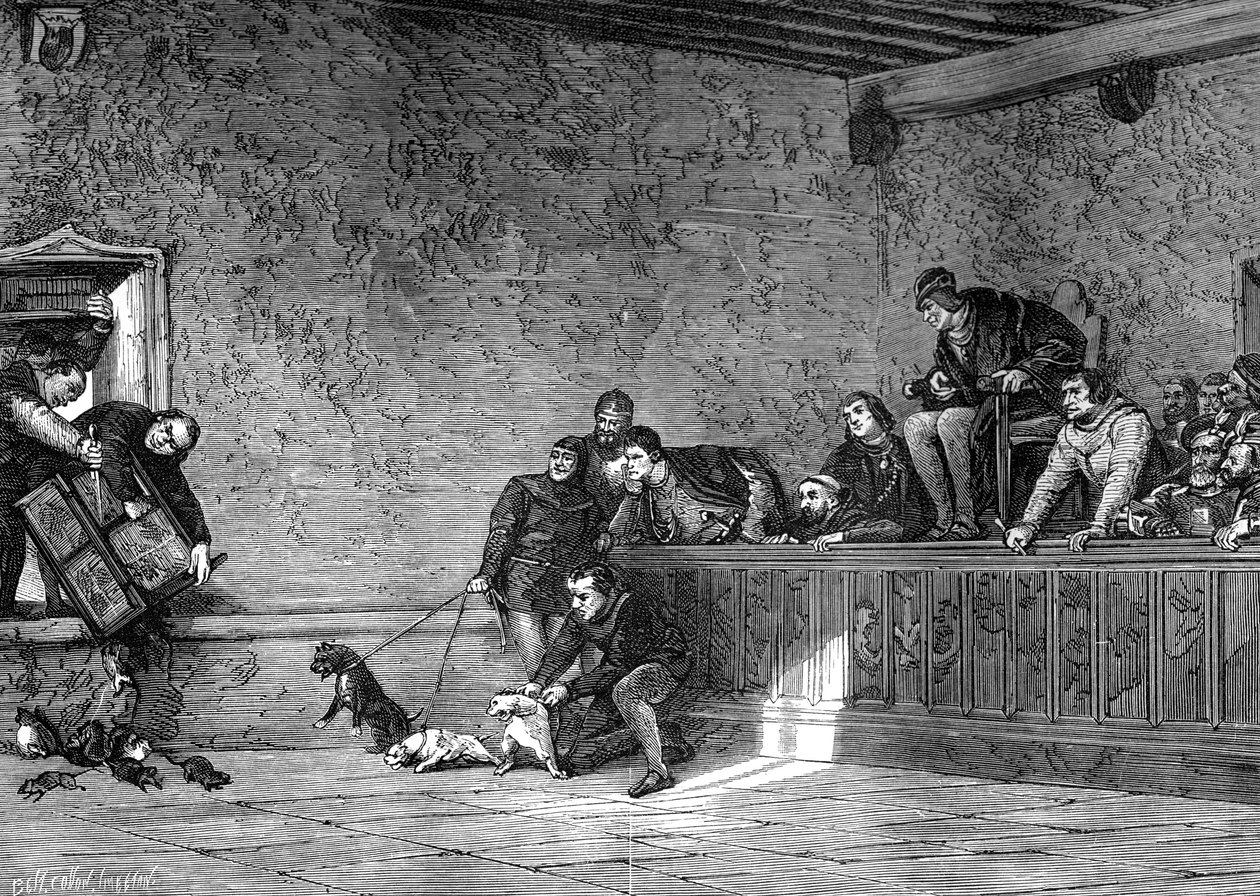
Щурячі бої, розваги короля Франції Людовика XI, 1461-1483 рр., бл. 1883 р.